# Lojo huvudbibliotek
Lojo huvudbibliotek (finska: Lohjan pääkirjasto) är ett folkbibliotek i Finland. Biblioteket ligger i Lojo stad i Nyland och är en del av Västra Nylands Lukki-biblioteken. Biblioteksbyggnaden färdigställdes år 2005 och har varit med i bland annat Finlands arkitekturvecka och i Venedigbiennalen år 2018.

## Arkitektur
Bibliotekets yttre väggar är uppförda i rött tegel och byggnaden ritades av arkitekten Ilmari Lahdelma. Biblioteket har två våningar och dess yta är 2 700 m². Förutom biblioteksutrymmen finns det också ett kafé och utställningslokalen Lindersalen, som används av bland annat Lojo museum. Biblioteket har stora koner på taket som fungerar som takfönster och en bred glasvägg mot Lojo stadshus.
Man har använt vitlackad ask i bibliotekets möbler och i innertaket.
Byggandet av biblioteket kostade 6,5 miljoner euro varav Finska staten betalade 1,9 miljoner euro.

## Historia
Biblioteken börjades skötas kommunalt i Lojo år 1886 när Lojobys sysällskap (finska: Lohjankylän ompeluseura) donerade biblioteket åt Lojo kommun. Kommunen finansierade biblioteket med pengar från alkoholskatten. År 1915 fanns det 11 bibliotek i kommunen förutom huvudbibliotekets finsk- och svenskspråkiga avdelningar.

### Bibliotek år 1915
- Kyrkstads folkskolans bibliotek
- Virkby folkskolans bibliotek
- Gerknäs bibliotek
- Saari bibliotek
- Karstu bibliotek
- Hitis bibliotek
- Suittila bibliotek
- Gammelby bibliotek
- Immula bibliotek
- Tötar bibliotek
- Pulli bibliotek

Den 9 november 1916 bestämde Lojo kommun att officiellt inrätta bibliotek i kommunen. Då fanns det ett huvudbibliotek på kommunalgården och distriktsbibliotek i folkskolorna.
År 1926 delades Lojo kommun i Lojo köping och Lojo landskommun. Då började båda kommunerna att sköta sina egna bibliotek.

### Lojo köpings bibliotek
Lojo köpings bibliotek fanns från och med året 1929 i klockarens bostad vid Larsgatan 40. Man byggde en egen biblioteksbyggnad vid Nummisvägen år 1961 enligt arkitekt Olli Vahteras ritningar. Vahteras bibliotek var föregångaren till det nuvarande huvudbiblioteket och används nuförtiden av yrkesskolan Luksia.

### Lojo landskommuns bibliotek
Bibliotekets verksamhet i Lojo landskommun startades i Arvid Järnefelts lässtuga där Järnefelt också undervisade barn i läsning. Efter byggandet av Virkby folkets hus Tietola 1907 flyttades biblioteket dit. Senare donerade Järnefelt biblioteket till folkets hus. Det egentliga kommunbiblioteket började sin verksamhet 1910.

År 1963 skaffade kommunbiblioteket en bokbuss. Den första bokbussen var en lastbil av märket Renault.

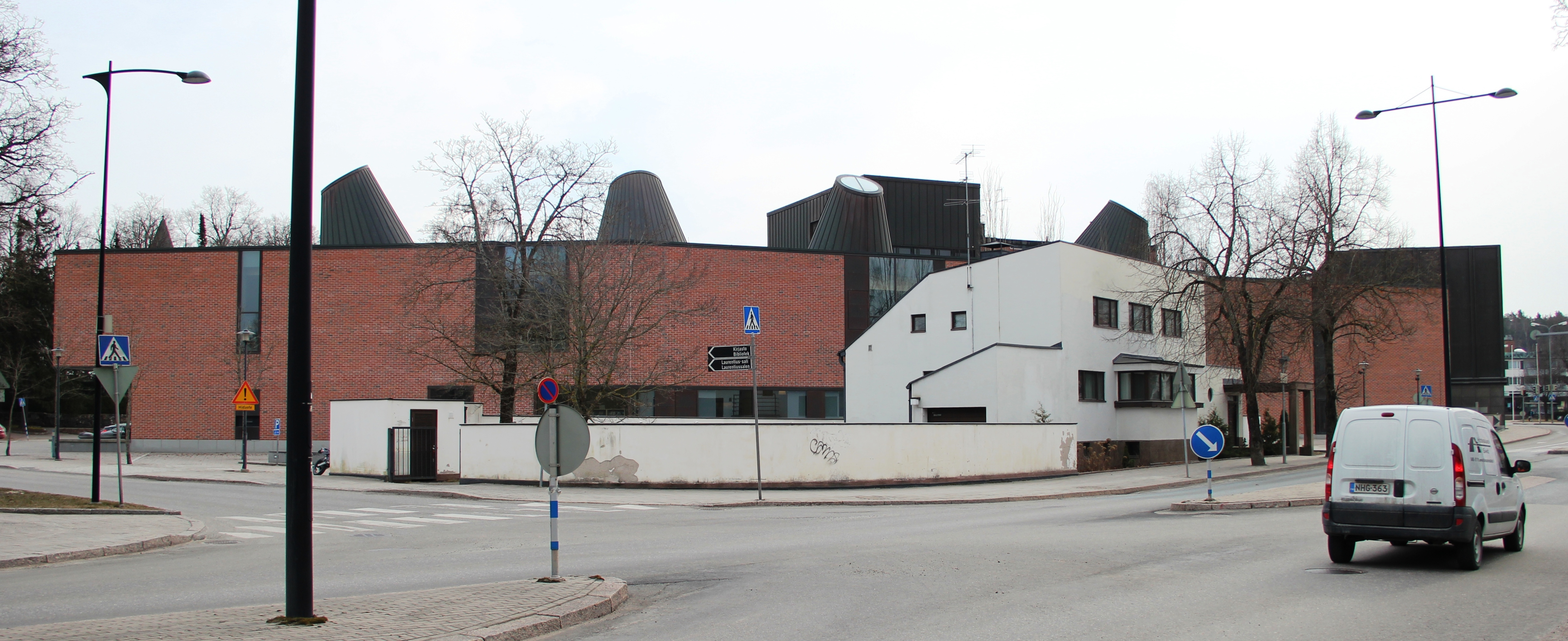
Lojo huvudbibliotek. I förgrunden "Luomska huset".